# سکو کویتا
سکو کویتا (انگلیسی: Sékou Koïta؛ زادهٔ ۲۸ نوامبر ۱۹۹۹) بازیکن فوتبال اهل مالی است.
وی همچنین در تیم‌های ملی فوتبال زیر ۱۷ سال مالی و مالی بازی کرده است.